# 空旅をあなたへ-PREMIUM SKY-
『空旅をあなたへ-PREMIUM SKY-』（そらたびをあなたへ プレミアム・スカイ）は、2012年10月5日から2024年3月28日までフジテレビで放送された旅番組である。日本航空（提供クレジット上ではJAPAN AIRLINES表記）の一社提供。

## 概要
旅人役の女性ゲストが世界各国の観光スポットを訪れ、現地の風景と観光情報を1か月にわたって紹介する関東ローカルのミニ番組。旅先は、日本航空グループの企業による定期就航便（コードシェア便も含む）のある地域ないしはその周辺地域が対象になっている。旅人の出演期間はおよそ2 - 3か月ほどであるが、1か月で別の旅人に交代することもある。
毎年8月の第2週の時に放映される場合、1985年（昭和60年）8月12日に発生した日本航空123便墜落事故の追悼命日の為、ACジャパンの公共広告のCMに差し替えての放映となる。
2024年3月28日放送分を以て、11年半の幕を降ろした。

## 放送時間
いずれも日本標準時。基本時間のみを掲載。
- 金曜 22:52 - 23:00 （2012年10月5日 - 2014年3月28日）
- 火曜 22:54 - 23:00 （2014年4月1日 - 2019年9月24日）
- 木曜 22:54 - 23:00 （2019年10月10日 - 2024年3月28日）

## 旅人
| 旅人                                     | 旅先           | 旅先 |
| ---------------------------------------- | -------------- | --- |
| 相沢紗世（モデル）                       | アメリカ合衆国 | ハワイ諸島（オアフ島）、サンディエゴ、ロサンゼルス                                                               |
| 板谷由夏（女優）                         | イギリス       | ロンドン |
| 板谷由夏（女優）                         | 日本           | 石川県（金沢市）、福井県（福井市）、兵庫県（豊岡市）                                                             |
| 上原美佐（女優）                         | 日本           | 沖縄県（那覇市・国頭村・石垣島・竹富島・西表島）、福岡県（福岡市・北九州市）、山口県（下関市）、大分県（由布市） |
| 上原美佐（女優）                         | アメリカ合衆国 | ハワイ諸島（ハワイ島・オアフ島）                                                                                 |
| 生方ななえ（モデル）                     | フィンランド   | ヘルシンキ |
| 絵美里（モデル）                         | シンガポール   | |
| 絵美里（モデル）                         | 日本           | 北海道（函館市・洞爺湖町）                                                                                       |
| サラ・オレイン（歌手・ヴァイオリニスト） | 日本           | 鹿児島県（屋久島）                                                                                               |
| 須藤理彩（女優）                         | 日本           | 鹿児島県（鹿児島市）                                                                                             |
| 平愛梨（女優）                           | 日本           | 北海道（旭川市・美瑛町・富良野市・占冠村）                                                                       |
| 高垣麗子（モデル）                       | ベトナム       | ホーチミン、ハノイ                                                                                               |
| 田中美保（モデル）                       | フィンランド   | ハメーンリンナ、ヘルシンキ、サーリセルカ                                                                         |
| 田中美保（モデル）                       | スウェーデン   | ストックホルム                                                                                                   |
| 田丸麻紀（女優）                         | アメリカ合衆国 | サンディエゴ |
| 知花くらら（モデル）                     | アメリカ合衆国 | ハワイ諸島（オアフ島）                                                                                           |
| 平井理央（フリーアナウンサー）           | 日本           | 熊本県（熊本市・天草市）                                                                                         |
| 平子理沙（モデル）                       | オーストラリア | シドニー、ハンターバレー                                                                                         |
| 本上まなみ（女優）                       | 日本           | 和歌山県（西牟婁郡白浜町・新宮市・田辺市）                                                                       |
| 松島花（モデル）                         | アメリカ合衆国 | サンディエゴ |
| ヨンア（モデル）                         | 日本           | 兵庫県（豊岡市）、島根県（出雲市・松江市）                                                                       |

## スタッフ
- ナレーター：田代尚子（当時フジテレビアナウンサー、2012年10月5日 - 2014年7月29日）、斉藤舞子（フジテレビアナウンサー、2014年8月5日 - ）
- Produced by （制作）：FCC
- Copyrighted by （制作著作）：フジテレビ